# Wolziger Kolonie
Die Wolziger Kolonie ist ein Wohnplatz im Ortsteil Wolzig der Gemeinde Heidesee im Landkreis Dahme-Spreewald in Brandenburg.

## Geografische Lage
Der Wohnplatz liegt im nordöstlichen Teil der Gemarkung und dort nördlich des Wolziger Sees. Nord-nordöstlich befindet sich der Wohnplatz Schliebenbusch, südsüdöstlich der Ortsteil Wolzig, südsüdwestlich der Ortsteil Blossin und im Nordwesten der Wohnplatz Bergschäferei. Die Wohnbebauung erstreckt sich entlang der Landstraße 40, an der nordwestlich auch der Flugplatz Friedersdorf liegt. Die nördlich gelegenen Flächen werden vorzugsweise landwirtschaftlich genutzt und durch den Kuppengraben I in die Storkower Gewässer entwässert.

## Geschichte
Auf den Karten des Deutschen Reiches ist eine freistehende Wohnbebauung zu erkennen, die als zu Wolzig bezeichnet wurde. Dabei handelte es sich um ein Chausseehaus, um das bis Anfang des 20. Jahrhunderts weitere Gebäude entstanden und seit dieser Zeit als Wohnplatz geführt wurde. Im Jahr 1957 bestand dort der Wohnplatz Kolonie West. Sie kam 2003 im Zuge der Eingemeindung zur Gemeinde Heidesee.

## Kultur und Sehenswürdigkeiten
Am Nordufer des Wolziger Sees befindet sich eine Badestelle mit Wasserwanderrastplatz.